# Бутовская линия
Бу́товская линия — двенадцатая линия Московского метрополитена. Связывает районы Северное и Южное Бутово, а также район Ясенево с конечными станциями Серпуховско-Тимирязевской и Калужско-Рижской линий. Состоит из семи станций, первый участок — от «Улицы Старокачаловской» до «Бунинской аллеи» — был запущен в 2003 году, а в 2014 году линия была продлена до станции «Битцевский парк». На схемах обозначается серо-голубым цветом и числом . Единственная в Московском метрополитене, не имеющая собственного электродепо — её обслуживает ТЧ-8 «Варшавское», находящееся на Серпуховско-Тимирязевской линии. Стала самой короткой линией московского метро, после закрытия Каховской линии на реконструкцию в 2019 году и последующего включения её в состав Большой кольцевой.

## Описание
Линия построена по стандартам обычного метро, но станции рассчитаны на приём укороченных составов, а участок от «Улицы Скобелевской» до «Бунинской аллеи» проходит по эстакаде над землёй. Тоннели линии после станции «Улица Старокачаловская» фактически являются продолжением тоннелей Серпуховско-Тимирязевской линии, однако поезда не следуют с одной линии на другую, пассажирам требуется пересадка. Изначально (с середины 1980-х годов) Бутовская линия проектировалась как «лёгкое метро» (осталось нереализованным), в связи с чем до марта 2014 года обозначалась как «Л1», а также являлась единственной в Московском метрополитене, полностью находившейся за пределами МКАД. На всех станциях линии платформа находится слева относительно движения поезда, все станции имеют одну островную платформу, кроме станции «Улица Старокачаловская», имеющей два изолированных зала, разделенных станцией «Бульвар Дмитрия Донского», и две боковые платформы.

## История
Проект Бутовской линии начал разрабатываться в 1980-х годах. Реализация проекта началась в 90-х со строительства станционных комплексов «Парк Победы» и «Строгино», но строительство было заморожено. 28 декабря 1999 года Правительство Москвы постановило «Одобрить представленные ГУП „Московский метрополитен“, разработанные Москомархитектурой и ОАО „Метрогипротранс“ принципиальные планировочные решения трасс на строительство линий наземного (лёгкого) метро в жилые районы Новокосино, Жулебино, Южное и Северное Бутово».

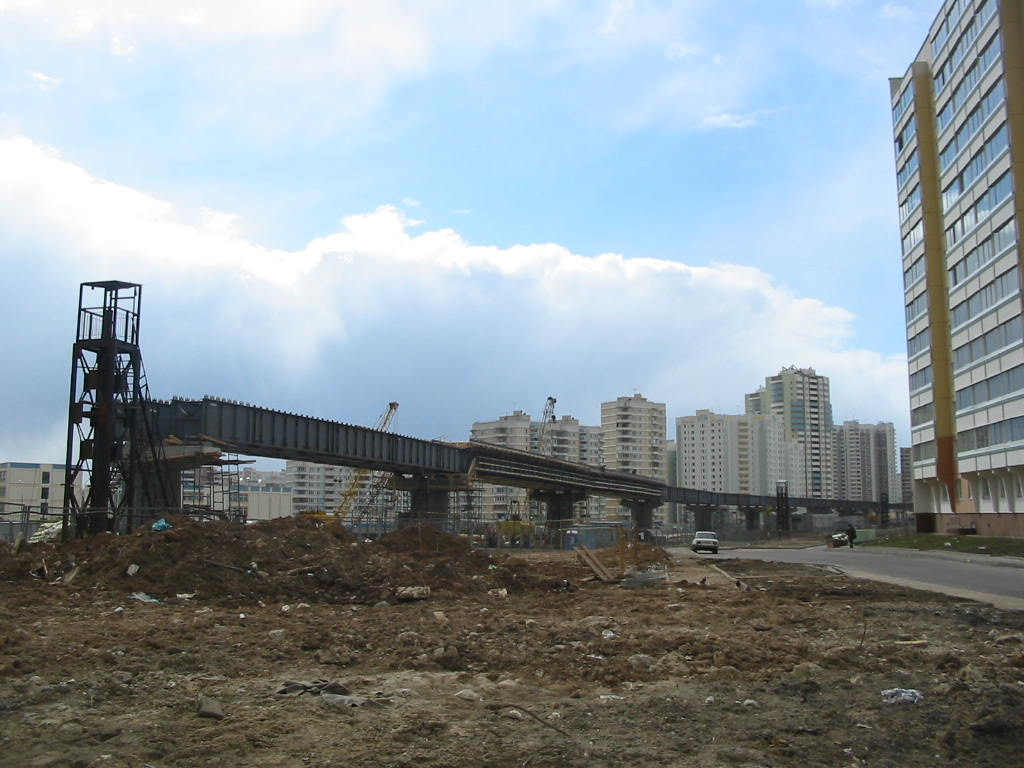
Строительство эстакады (2003)

### Функционирование
Первый участок линии был открыт 27 декабря 2003 года. В его состав входили 5 станций: «Улица Старокачаловская» с переходом на Серпуховско-Тимирязевскую линию, «Улица Скобелевская», «Бульвар Адмирала Ушакова», «Улица Горчакова» и «Бунинская аллея».
В 2004 году было принято решение о продлении Бутовской линии до станции «Битцевский парк» с промежуточной станцией «Лесопарковая», а также организацией пересадки на станцию «Новоясеневская» Калужско-Рижской линии. На протяжении 7 лет на картах московского метрополитена участок был указан как строящийся, хотя реальные работы не велись вплоть до октября 2011 года. Именно тогда началась расконсервация заделов под продление линии за станцией «Улица Старокачаловская». В соответствии с заданием этот участок Бутовской линии проектировался в подземном исполнении, в тоннелях и со станциями мелкого заложения. После выступлений жителей Ясенева в защиту Битцевского леса было принято решение о том, что тоннели по территории природно-исторического парка будут прокладываться закрытым способом на глубине 20—30 м, чтобы не навредить природному комплексу. Сдача участка планировалась на декабрь 2013 года, к 10-летию открытия линии, однако по причине неготовности объектов открытие состоялось лишь 27 февраля 2014 года.
Переход на станцию «Бульвар Дмитрия Донского» длительное время осуществлялся через неработающие турникеты из-за того, что изначально предполагалась отдельная оплата билета для проезда (на момент открытия первого участка стоимость билета составляла 7 рублей). Перед самым открытием от этой идеи было решено отказаться, однако турникеты убрали лишь в 2013 году.

### Авария энергосети 25 мая 2005 года
В 2005 году Московский метрополитен столкнулся с самым масштабным сбоем в работе за всю свою историю. 25 мая в 11:05 началось массовое отключение питающих центров «Мосэнерго», подающих напряжение в том числе и на линии метрополитена. В результате из работы были исключены 52 из 170 станций Московского метро.
Бутовская линия также была обесточена, однако движение было восстановлено около 12:30 в следующем режиме: поезд-челнок следовал по 2 главному пути от станции «Улица Старокачаловская» до станции «Бунинская аллея» со всеми остановками, обратно без остановок.

## Названия станций
Двум станциям первого участка Бутовской линии были присвоены названия с инверсионным (обратным) порядком слов: «Улица Старокачаловская» и «Улица Скобелевская» (вместо «Старокачаловская улица» и «Скобелевская улица»), при этом для самих улиц в общемосковском классификаторе использован прямой (обычный, естественный) порядок слов. Между тем в литературе по стилистике русского языка инверсия признаётся неуместной для нейтральной речи. В названиях всех остальных станций Московского метро используется прямой порядок слов (например, «Преображенская площадь» или «Рязанский проспект»). Кроме того, топонимическая традиция Московского метрополитена не предполагает наличия в названии станций слова «улица» (за исключением случаев, когда станция названа по улице, носящей имя какого-либо человека или события — например, «Улица 1905 года», «Улица Дмитриевского»; в иных случаях слово «улица» опускается). В этой связи в московской прессе появлялись сомнения в необходимости слова «улица» в названиях этих двух станций.

## Номер линии
С 2014 года линия на схемах обозначается числом . До осени 2019 года использовался номер Л1 (в 2013—2019 годах параллельно использовались оба номера), последние пересадочные указатели с этим номером были демонтированы с путевых стен Калужско-Рижской линии в октябре 2019 года. При этом изначально (в середине 2000-х годов) номер 12 должен был быть присвоен планировавшейся линии мини-метро в Москва-Сити, которая в итоге стала «вилкой» Филёвской линии (4 декабря 2020 года «вилке» был присвоен номер ).
Более того, на официальных схемах 2003—2011 годов Бутовская линия была изображена серо-голубым контуром с белой серединой, дабы подчеркнуть её отличие от подземного транспорта (аналогично с 2004 года на тех же схемах был отмечен Московский монорельс). Номенклатура «Л» ранее обозначала линии лёгкого метро, первой из которых стала Бутовская. Вторую подобную линию Л2 планировалось сделать Солнцевской, но ввиду убыточности открытых наземных (и, тем более, надземных) участков, а также проблем с их эксплуатацией, проект к концу нулевых изменили на обычное метро.

## Станции
|        | Название станции Прежние названия | Дата открытия   | Пере- садки | Глубина, м | Тип конструкции                           | Координаты                      | Вид станции |
| ------ | --------------------------------- | --------------- | ----------- | ---------- | ----------------------------------------- | ------------------------------- | ----------- |
| @12 01 | «Битцевский парк»                 | 27 февраля 2014 | 06          | −10        | односводчатая мелкого заложения           | 55°36′01″ с. ш. 37°33′22″ в. д. |             |
| @12 02 | «Лесопарковая»                    | 27 февраля 2014 |             | −10        | односводчатая мелкого заложения           | 55°34′56″ с. ш. 37°34′37″ в. д. |             |
| @12 03 | «Улица Старокачаловская»          | 27 декабря 2003 | 09          | −10        | однопролётная мелкого заложения, два зала | 55°34′08″ с. ш. 37°34′36″ в. д. |             |
| @12 04 | «Улица Скобелевская»              | 27 декабря 2003 |             | +9,6       | эстакадная открытая                       | 55°32′53″ с. ш. 37°33′17″ в. д. |             |
| @12 05 | «Бульвар Адмирала Ушакова»        | 27 декабря 2003 |             | +9,6       | эстакадная открытая                       | 55°32′44″ с. ш. 37°32′35″ в. д. |             |
| @12 06 | «Улица Горчакова»                 | 27 декабря 2003 |             | +9,6       | эстакадная открытая                       | 55°32′30″ с. ш. 37°31′51″ в. д. |             |
| @12 07 | «Бунинская аллея»                 | 27 декабря 2003 |             | +9,6       | эстакадная открытая                       | 55°32′17″ с. ш. 37°30′57″ в. д. |             |

## Электродепо
| Электродепо       | Период |
| ----------------- | ------ |
| ТЧ-8 «Варшавское» | c 2003 |

## Подвижной состав

### Количество вагонов в поезде

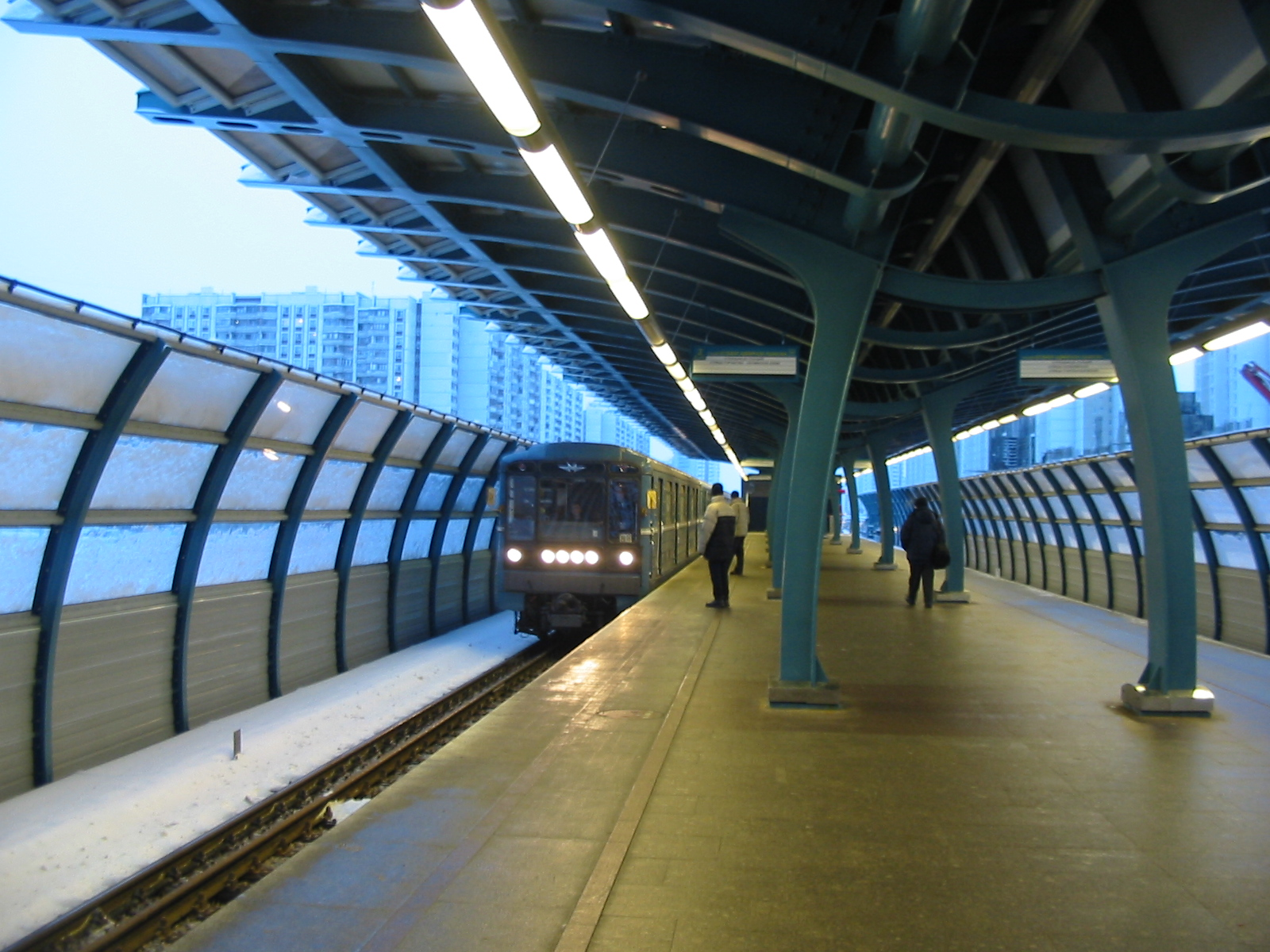
Поезда 81-717/714 работали на Бутовской линии несколько месяцев в начале 2004 года из-за проблем с тормозами на морозе у Русичей

| Количество       | Период                         |
| ---------------- | ------------------------------ |
| 3 (типа «Русич») | c 2003                         |
| 4                | 30 января 2004 — 31 марта 2004 |

### Тип подвижного состава
| Тип                              | Период                         |
| -------------------------------- | ------------------------------ |
| 81-717.5/714.5, 81-717.5М/714.5М | 30 января 2004 — 31 марта 2004 |
| 81-740/741 «Русич»               | c 2003                         |
| 81-740.1/741.1 «Русич»           | c 2016                         |
| 81-740А/741А «Русич»             | 2004—2005, c 2006              |
| 81-740.4/741.4 «Русич»           | c 2013                         |

## Перспективы

Трасса предполагаемого продления Бутовской линии в 2000-е годы

В середине 2000-х был предложен проект продления линии в Новокурьяново с несколькими новыми станциями. Фактически он потерял актуальность в связи с изменением вектора развития Москвы и запуском МЦД-2.
На станции «Бунинская аллея» планировалась пересадка на Сокольническую линию, но впоследствии от этого отказались.

## Средства сигнализации и связи
В качестве основного средства сигнализации на Бутовской линии используется система АЛС-АРС с нормально погашенными светофорами автоматического действия. Эксплуатируется в режиме 2/6 — две одновременно подаваемые частоты из шести возможных при данной системе сигнализации. Резервное (дополнительное) средство сигнализации — автоблокировка без автостопов и защитных участков. Используется с целью осуществления проезда подвижного состава с необорудованными/неисправными/отключёнными устройствами АЛС-АРС, поскольку сигнал «один синий огонь», включённый на светофорах полуавтоматического действия, согласно Инструкции по сигнализации (ИСИ), является для них запрещающим показанием.

## Особенности проекта линии
На Бутовской линии планировалась установка платформенных раздвижных дверей и беспилотное движение поездов, однако затем от них было решено отказаться из соображений учёта пассажиропотока и интервала движения поездов; беспилотное движение распространено в метрополитенах, все станции которых оборудованы платформенными ограждениями.

## Фотогалерея

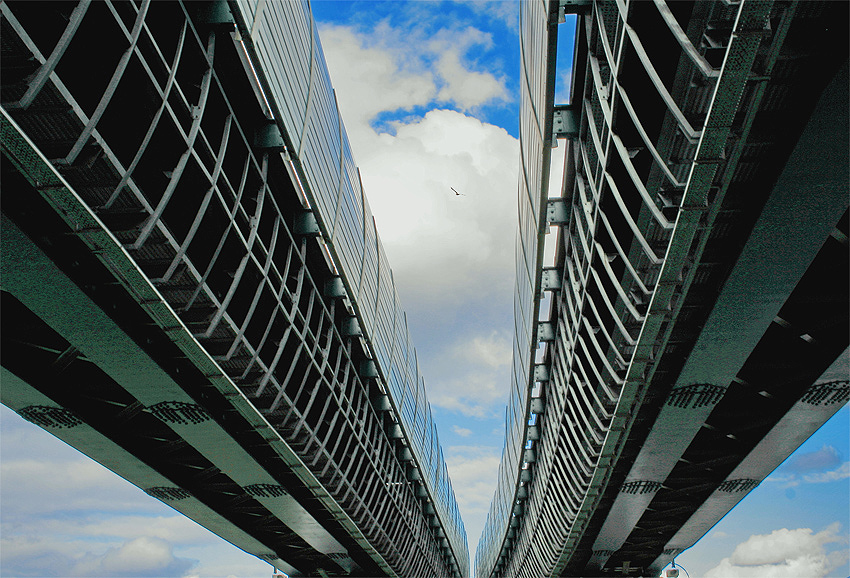
Эстакада Бутовской линии
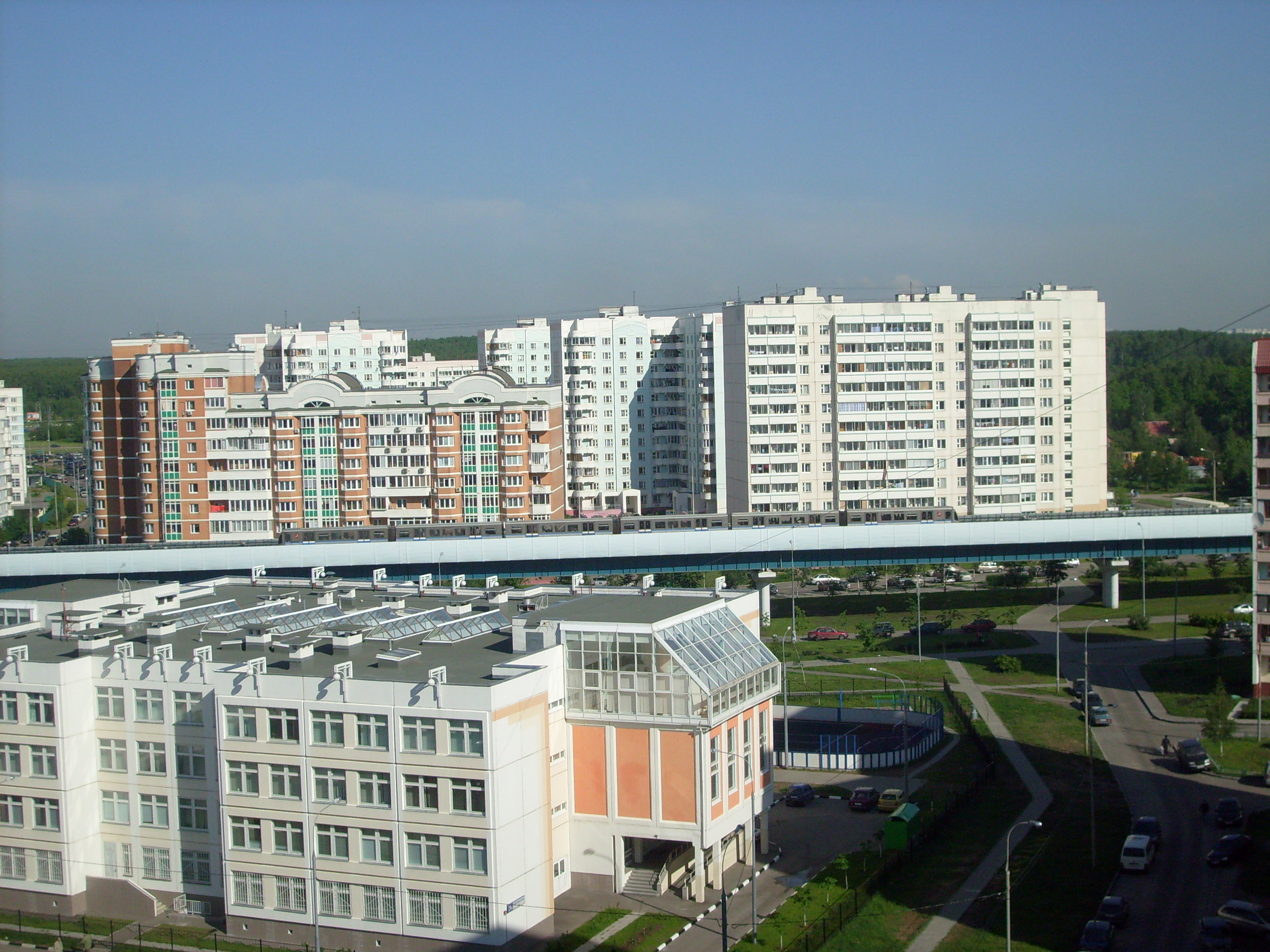
Перегон между станциями «Улица Старокачаловская» и «Улица Скобелевская». 25 апреля 2008 года
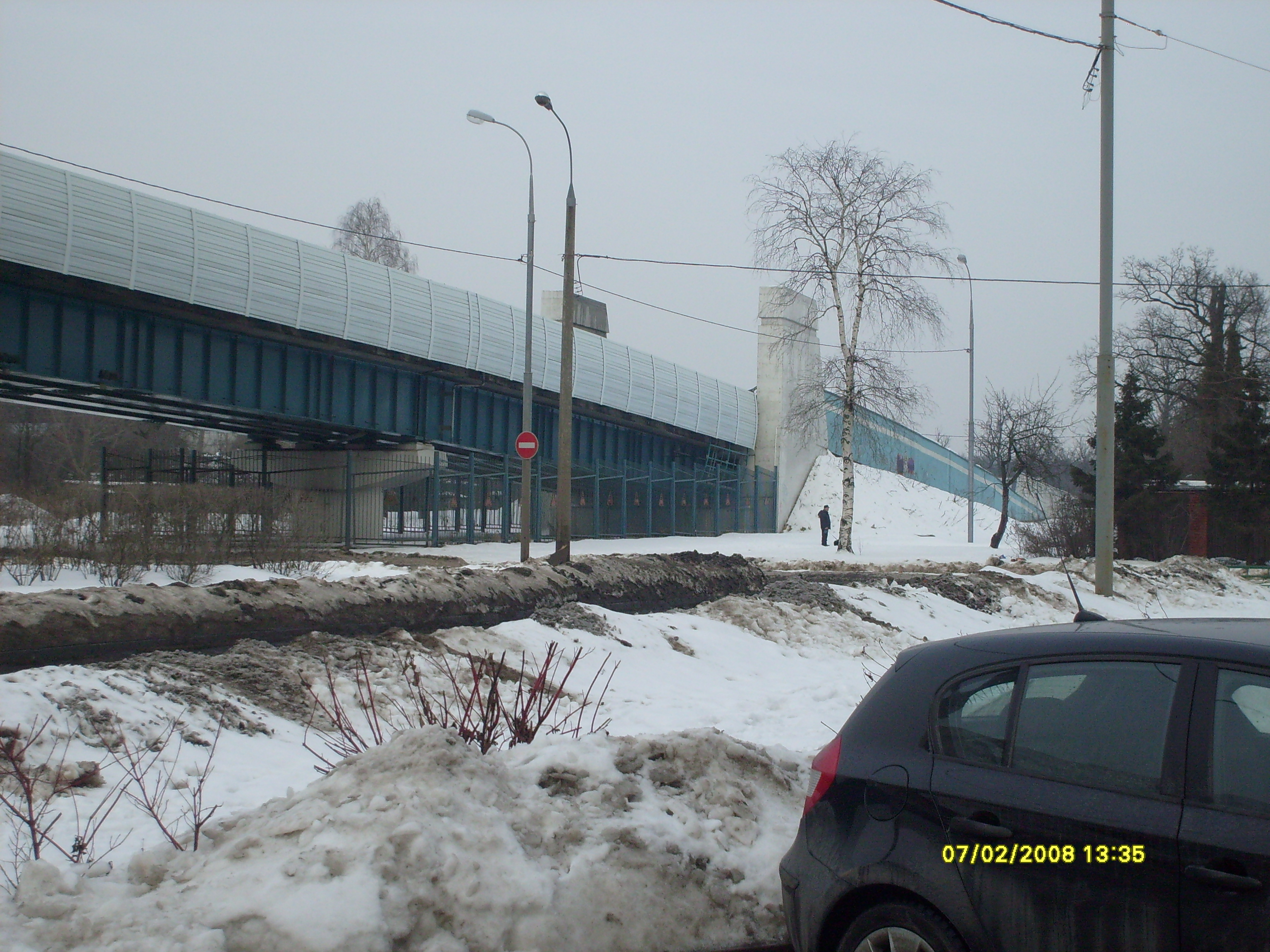
Вход в тоннель на перегоне «Улица Старокачаловская» — «Улица Скобелевская». 7 февраля 2008 года
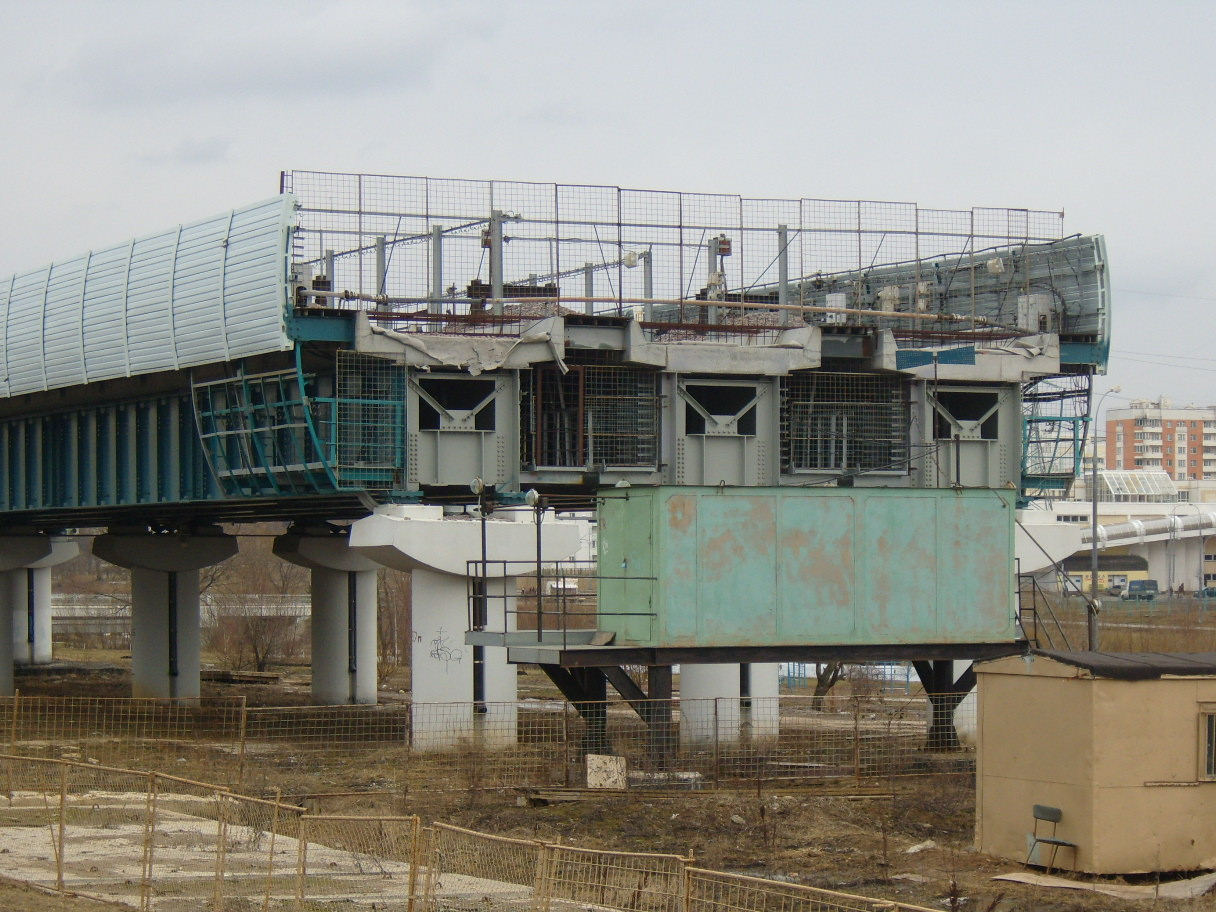
Оборотные тупики за станцией «Бунинская аллея». 19 марта 2008 года
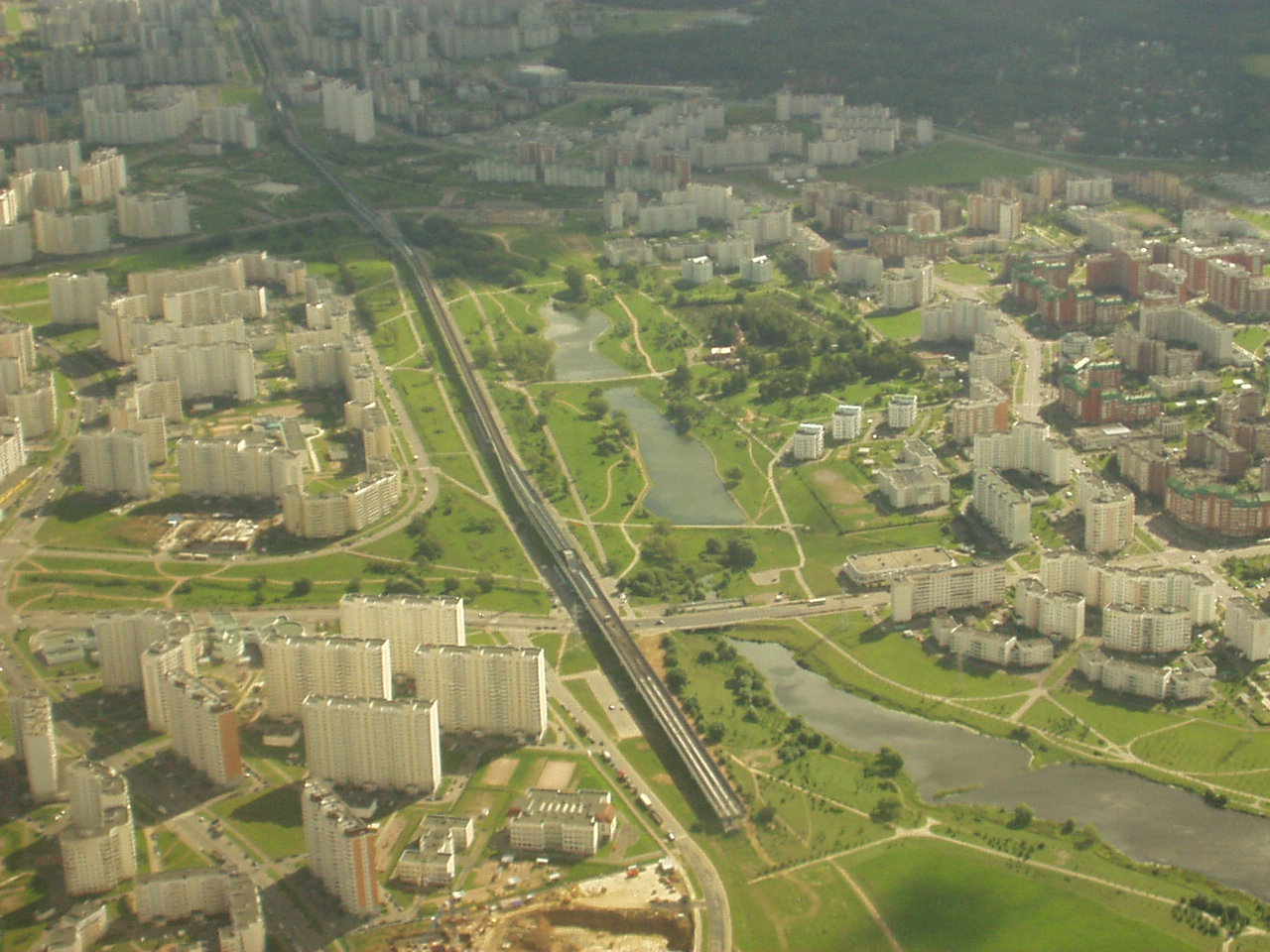
Станция «Бунинская аллея» и оборотные тупики, 7 августа 2008 г.
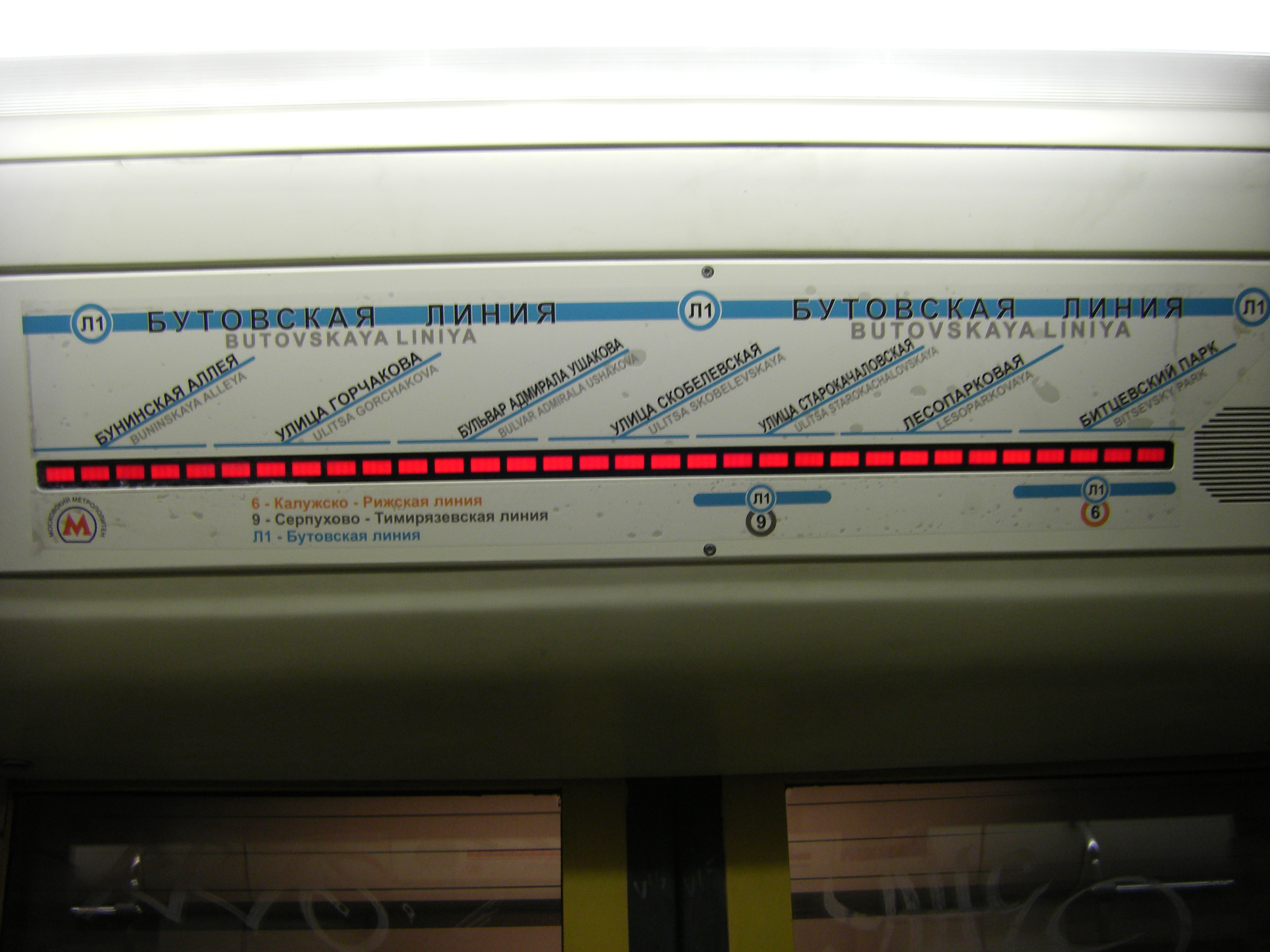
Схема Бутовской линии в поезде 81-740/741 («Русич») по состоянию на 28 февраля 2014 года.
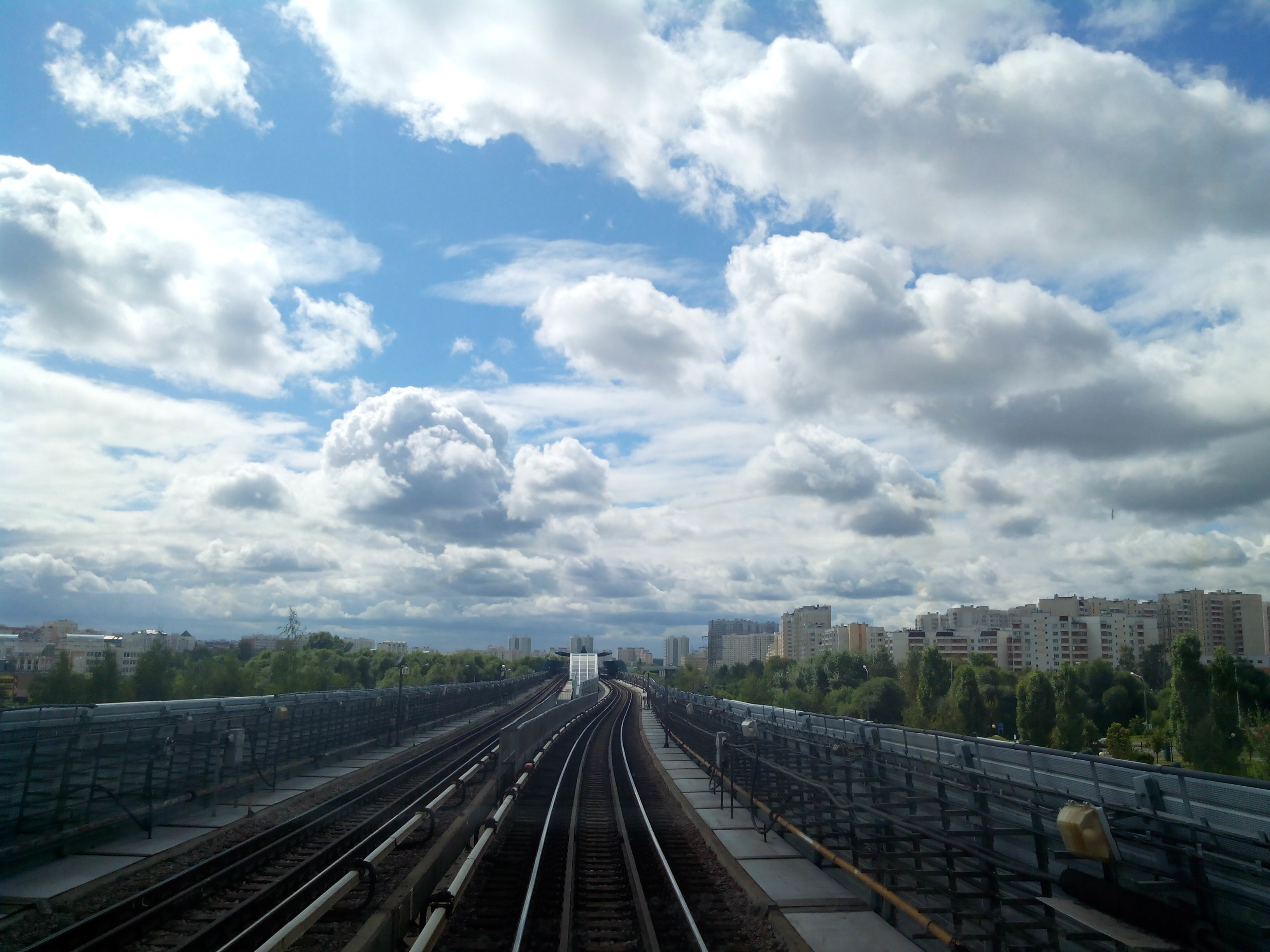
Вид из кабины машиниста
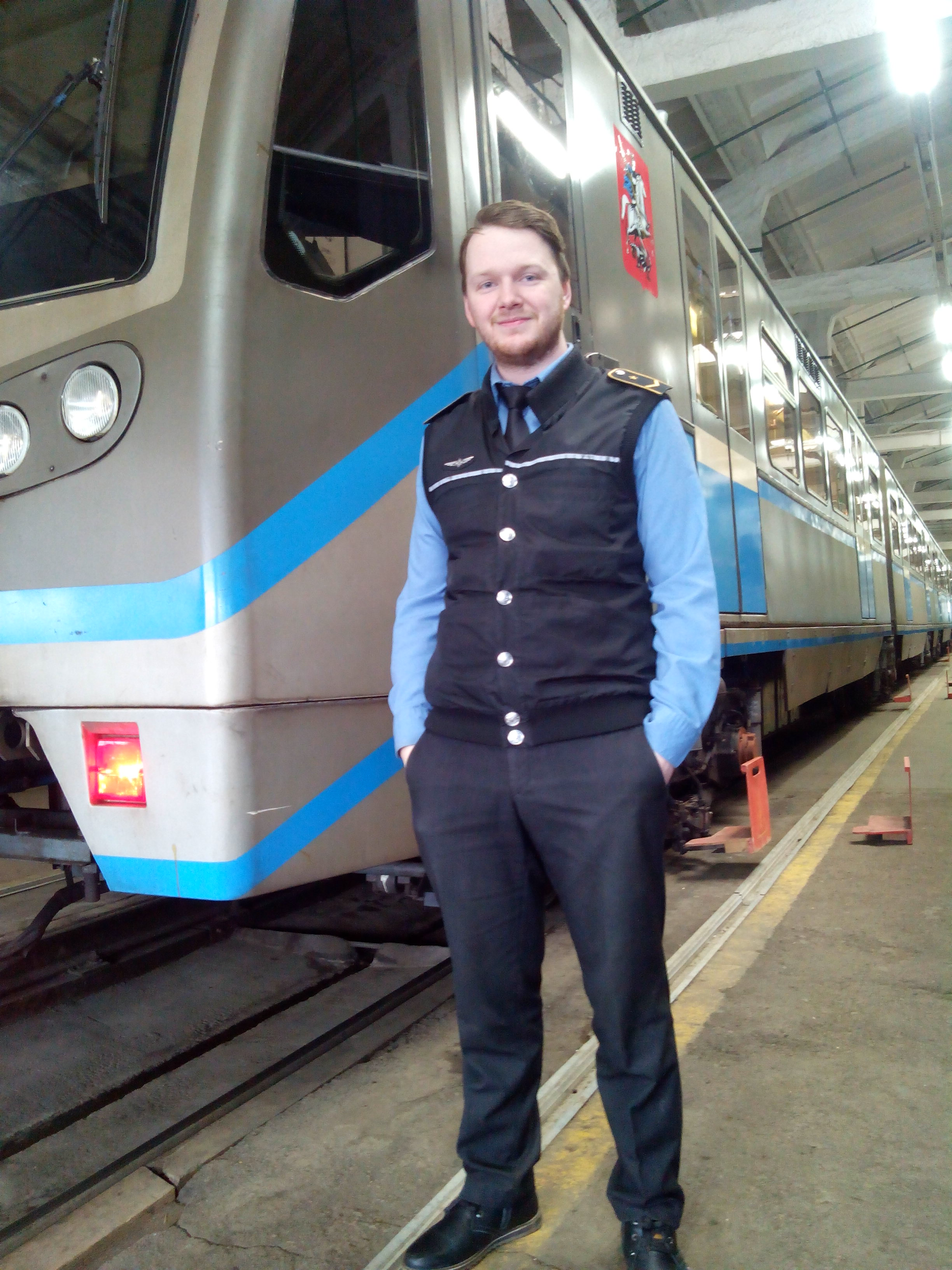
Поезд Бутовской линии и машинист в депо
Обозначение старого номера линии на пересадочном указателе (2019 год)